# Streckenkenntnis
Als Streckenkenntnis bezeichnet man eine eingehende Kenntnis der von einem Zug durchfahrenen Strecke. 
Die Dienstverrichtungen eines Lokomotivführers, gegebenenfalls auch des Zugführers, verlangen ein Wissen über die von ihm befahrenen Strecken, speziell über deren Eigenheiten wie Steigungs- und Kurvenverhältnisse, die Signal- und Stationsentfernungen sowie die Gleisführungen innerhalb der Stationen, die auch maßgebend für die Fahrgeschwindigkeiten sind. Hinzu kommen noch örtliche Besonderheiten, wie z. B. unterschiedliche Verfahrensweisen bei der Zugabfertigung am Bahnsteig und beim Abstellen von Fahrzeugen, Zuständigkeitsbereiche der Fahrdienstleiter und Weichenwärter, besondere Signalisierungen sowie verschiedene Umleitungsverfahren.
Durch sogenannte Belehrungsfahrten oder Streckenkenntnisfahrten als Mitfahrer auf der Lokomotive eines Zuges erwirbt der Lokführer diese Kenntnisse. Das Befahren einer Strecke ohne Streckenkenntnis erfordert die Bereitstellung eines streckenkundigen Lotsen. Kann dieser nicht gestellt werden, darf die Strecke i. d. R. – je nach Bahnverwaltung – nur mit geringerer Geschwindigkeit befahren werden.
Bei Nichtbefahren der Strecken muss je nach Unternehmen oder Staat meistens alle zwei Jahre die Streckenkenntnis durch eine weitere Belehrungsfahrt erneuert werden.
Die Streckenkenntnis der Lokomotivführer ist für den sicheren und flüssigen Betriebsablauf von großer Bedeutung.

## Situation in Deutschland
Als Streckenkunde versteht man im Eisenbahnverkehr den Erwerb von Wissen über eine Eisenbahnstrecke (insbesondere deren Besonderheiten) durch Triebfahrzeugführer (Tf).
In Deutschland muss ein Tf gemäß den Regularien der Fahrdienstvorschrift (Ril 408, früher DV bzw. DS 408), für jede von ihm befahrene Bahnstrecke streckenkundig sein. Ohne Streckenkunde darf dieser nur gemäß folgenden Regeln eine Strecke befahren:
- Wenn ein streckenkundiger Mitarbeiter (Lotse) beigegeben wird,
- wenn ein streckenkundiger Mitarbeiter nicht zur Verfügung steht, auch ausnahmsweise ohne Streckenkenntnis, soweit das Fahren ohne Streckenkenntnis auf dieser Strecke nicht verboten ist. Die Fahrweise ist dann den Strecken- und Sichtverhältnissen anzupassen. Die zulässige Höchstgeschwindigkeit beträgt auf Hauptbahnen 100 km/h, auf Nebenbahnen 40 km/h.

Zum Erwerb der Streckenkunde wird er von seinem Eisenbahnverkehrsunternehmen (EVU) gesondert beauftragt. Dazu sollte eine Strecke viermal bei Tageslicht und zweimal bei Dunkelheit unter Anleitung eines streckenkundigen Triebfahrzeugführers befahren werden. Diese Fahrten werden im vom EVU ausgestellten Streckenkunde-Erwerbsschein mit Datum, Zugnummer und Unterschrift des anleitenden Tf vermerkt. 
Durch diese Fahrten soll ein Tf u. a. Kenntnisse über Zugabfertigungsverfahren, Fahrzeugabstellung, Zuständigkeitsbereiche der Fahrdienstleiter und Weichenwärter, Strecken- und Rangierfunkkanäle, vom Regelbetrieb abweichende Signalisierungen oder Umleitungsverfahren auf den von ihm zu befahrenden Strecken erlangen. Unterstützend sind auf jedem Triebfahrzeug die Vorbemerkungen zum Buchfahrplan zur Einsicht durch den Tf hinterlegt. In dieser sind nach Streckennummer und Bahnhof gelistet alle örtlichen Besonderheiten einzeln aufgeführt.
Mit Abgabe des Auftragsscheines an seine vorgesetzte Dienststelle erklärt sich der Tf streckenkundig und ist somit berechtigt, diese Strecke eigenverantwortlich zu befahren. Befährt ein Tf Strecken, für die er eine Berechtigung besitzt, länger als ein Jahr nicht, verfällt die Streckenkunde und muss erneut erworben werden.

### Geschichte
Vor Inbetriebnahme der Westlichen Einführung der Riedbahn im Jahr 1985 wurde die Streckenkenntnis erstmals maßgeblich mittels Merkzetteln und Filmen vermittelt. Noch Ende der 1980er Jahre war es zum Ersterwerb der Streckenkenntnis im Regelverfahren erforderlich, drei Monate lang als Beimann zu fahren.

## Situation in der Schweiz
In der Schweiz geregelt durch FDV R300.13 Abschnitt 2.5.2.
Zum Erlangen der Streckenkenntnis ist ein viermaliges Befahren der Strecke je Richtung erforderlich, je einmal bei Dunkelheit. Dies kann mit Bewilligung des BAV abgekürzt werden, indem beispielsweise ein Teil der Fahrten auf dem Lokomotivsimulator zurückgelegt werden. Der Lokomotivführer ist mitverantwortlich zur Sicherstellung seines Kenntnisstandes, mindestens alle drei Jahre muss er die Strecke und Bahnhof befahren haben, ansonsten ist ein Auffrischen der Kenntnisse notwendig. Dafür muss die Strecke je Richtung einmal als Ausbildungsfahrt befahren werden. Nicht streckenkundige Lokomotivführer sind durch einen streckenkundigen Lokführer zu begleiten. 
Bei Betriebsstörungen ist es einem Lokomotivführer erlaubt, unvertraute Strecken und Bahnhöfe mit der nötigen Vorsicht zu befahren. Dies allerdings nur mit seiner Zustimmung, die notwendigen Streckentabellen und Ausführungsbestimmungen muss er allerdings kennen und anwenden können. Die Verkehrsunternehmen dürfen Strecken bestimmen, welche ohne ausreichende Kenntnisse nicht befahren werden dürfen.